# Soběšické rybníčky
Soběšické rybníčky je přírodní památka v katastrálním území Řečkovice, okres Brno-město.

## Geologie a geomorfologie
Soběšické rybníčky leží ve stinném údolí v lesích Soběšické vrchoviny v nadmořské výšce 290–330 m n. m. Podloží je tvořeno biotitickým granodioritem brněnského masivu typu Královo Pole. Na dně údolí je překryt fluviálními sedimenty. Z půd jsou zastoupeny gleje (typický a pseudoglejový) a kambizemě (typická a dystrická).

## Flóra
Z dřevin dominuje olše lepkavá (Alnus glutinosa), dále je zastoupen bez černý (Sambucus nigra), habr obecný (Carpinus betulus), hloh obecný (Crataegus laevigata), jasan ztepilý (Fraxinus excelsior), javor babyka (Acer campestre), lípa malolistá (Tilia cordata), líska obecná (Corylus avellana) a vrba jíva (Salix caprea). Z bylinného patra je to nedošáchor (Carex pseudocyperus), pomněnka hajní (Myosotis nemorosa), psineček výběžkatý (Agrostis stolonifera), rdest kadeřavý (Potamogeton crispus), zblochan řasnatý (Glyceria plicata) a žabník vodní (jitrocelový, Alisma plantago-aquatica). 

## Fauna
Lokalita je významná pro rozmnožování obojživelníků - ropucha obecná (Bufo bufo), skokan hnědý (Rana temporaria) a štíhlý (Rana dalmatina), zjištěn byl i čolek horský (Triturus alpestris). Dále tam žije hrabošík podzemní (Microtus subterraneus), rejsek malý (Sorex minutus), z ptáků žluna šedá (Picus canus). Z ichtyofauny v dolním rybníčku je prokázán perlín ostrobřichý (Scardinius erythrophthalmus) a plotice obecná (Rutilus rutilus). Přítomnost ichtyofauny má negativní vliv na rozmnožování obojživelníků a proto se provádí v rámci plánu péče její odlovení.

## Vodní režim
Přes rybníčky protéká potok Kubelín, přítok Ponávky.

## Ochrana přírody
Důvodem ochrany byly dva malé rybníčky, refugium obojživelníků. Po protržení hráze horního rybníčku byly v letech 2007–2010 vybudovány tři mělké tůňky a došlo k vykácení dřevin zastiňujících vodní plochu pro zlepšení podmínek rozmnožování obojživelníků. 